# سنگ‌چشم کلاه‌خودی
سنگ‌چشم کلاهخودی (نام علمی: Prionopidae) نام یک تیره از زیرراسته پرنده آوازخوان است.